# روبرت سيبولدي
روبرت سيبولدي (بالإسبانية: Robert Siboldi)‏ (24 سبتمبر 1965 بمونتفيدو في الأوروغواي - ) هو مدرب كرة قدم ولاعب كرة قدم أوروغواني في مركز حراسة المرمى. شارك مع منتخب الأوروغواي لكرة القدم. أما مع النوادي، فقد لعب مع أتلتيكو جونيور وأرجنتينوس جونيورز وبنيارول وتايجرز أونال وجيمناسيا لابلاتا وكروز آزول ونادي أطلس ونادي بويبلا وطوروس نيزا وGavilanes de Nuevo Laredo ‏.

## مسيرته المهنية
- مدرب نادي كروز ازول في 4 مايو 2009 محل المدرب بنيامين جاليندو
- مدرب لنادي سانتوس لاجونا حتى استقال في 8 أغسطس 2018 بسبب خلاف مع أحد اللاعبين
- مدرب لنادي تيخوانا في 19 أبريل 2021، وقد تولى المسؤولية بعد استقالة المدرب السابق بابلو جويدي بعد الخسارة 3-2 أمام نادي مازاتلان، وبعد 5 شهور أي في 29 سبتمبر 2021 أعلن نادي تيخوانا إقالته بعد الخسارة 3-0 أمام نادي نيكاكسا
- مدرب للنادي الأهلي السعودي في 5 مارس بعقد يمتد حتى نهاية موسم 2022[4]

## وصلات خارجية
- روبرت سيبولدي على موقع الاتحاد الدولي (مؤرشف)  (الإنجليزية)
- روبرت سيبولدي على موقع قاعدة بيانات كرة القدم.إي يو (الإنجليزية)
- روبرت سيبولدي على موقع ناشيونال فوتبول تيمز (الإنجليزية)